# Vals en mi menor, op. post. (Chopin)
El Vals en mi menor és un vals per a piano de Frédéric Chopin, compost cap al 1830 i publicat de manera pòstuma el 1868. Va ser el primer dels valsos publicats pòstumament de Chopin i no va tenir un número d'opus pòstum. Apareix al catàleg Brown com a B. 56, al catàleg Kobylańska com a KK IVa/15, i al de Chomiński (pl) com a P1/15. Tot i que aquest és el darrer vals (el catorzè) en les edicions anteriors de Chopin (cal tenir present que en edicions més recents hi ha altres valsos que s'inclouen), aquest vals va ser probablement compost abans que qualsevol dels valsos publicats en vida de Chopin.
Aquesta vals en mi menor té una forma ternària modificada, amb introducció i coda. La secció central es troba en la brillant tonalitat de mi major.